# Словенське Примор'я

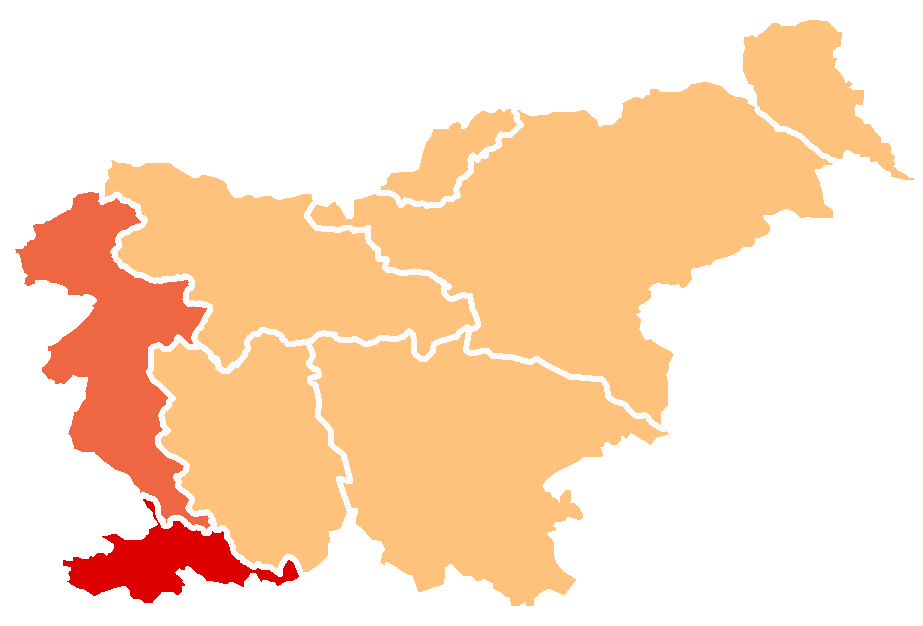
Словенське Примор'я на мапі Словенії

Словенське Примор'я (словен. Primorska; італ. Litorale; нім. Küstenland) частина території Словенії, прилегла до Адріатичного моря і складається з двох історичних областей — Градишка й Істрія. До утворення Югославії ці землі входили до складу Габсбурзького коронного краю Австрійське Примор'я.
За результатами Першої світової війни (битви при Ізонцо), у 1920, область Приморська під назвою Венеція-Джулія була анексована італійцями. 
Після другої світової війни, терен був поділений між Югославією, яка отримала більшість терену, і Італією, яка зберегла міста Трієст і Гориція. Через це зазнали розвиток нові міські центри на словенській частині терену — Копер і Нова Гориця, що утворюють конурбацію Шемпетер - Вртойба.
Після Любляни, Словенське Примор'я є найбільш розвиненою та економічно процвітаючою частиною Словенії. Західна частина словенської Істрії (на узбережжі) є двомовним регіоном, де словенська та італійська мови можуть бути використані в сфері освіти, права та адміністрування.

## Галерея

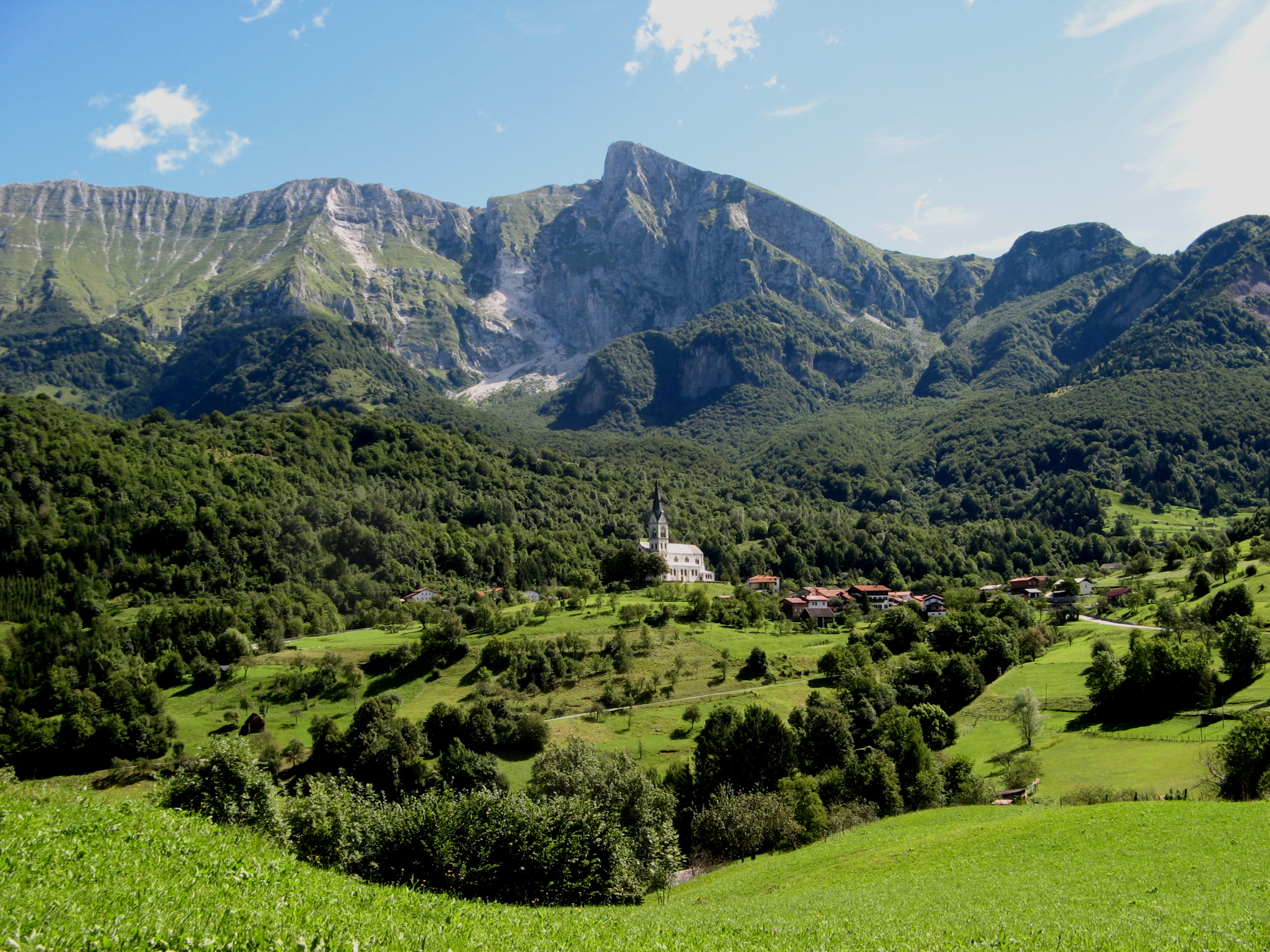
Mount Krn in the Julian Alps
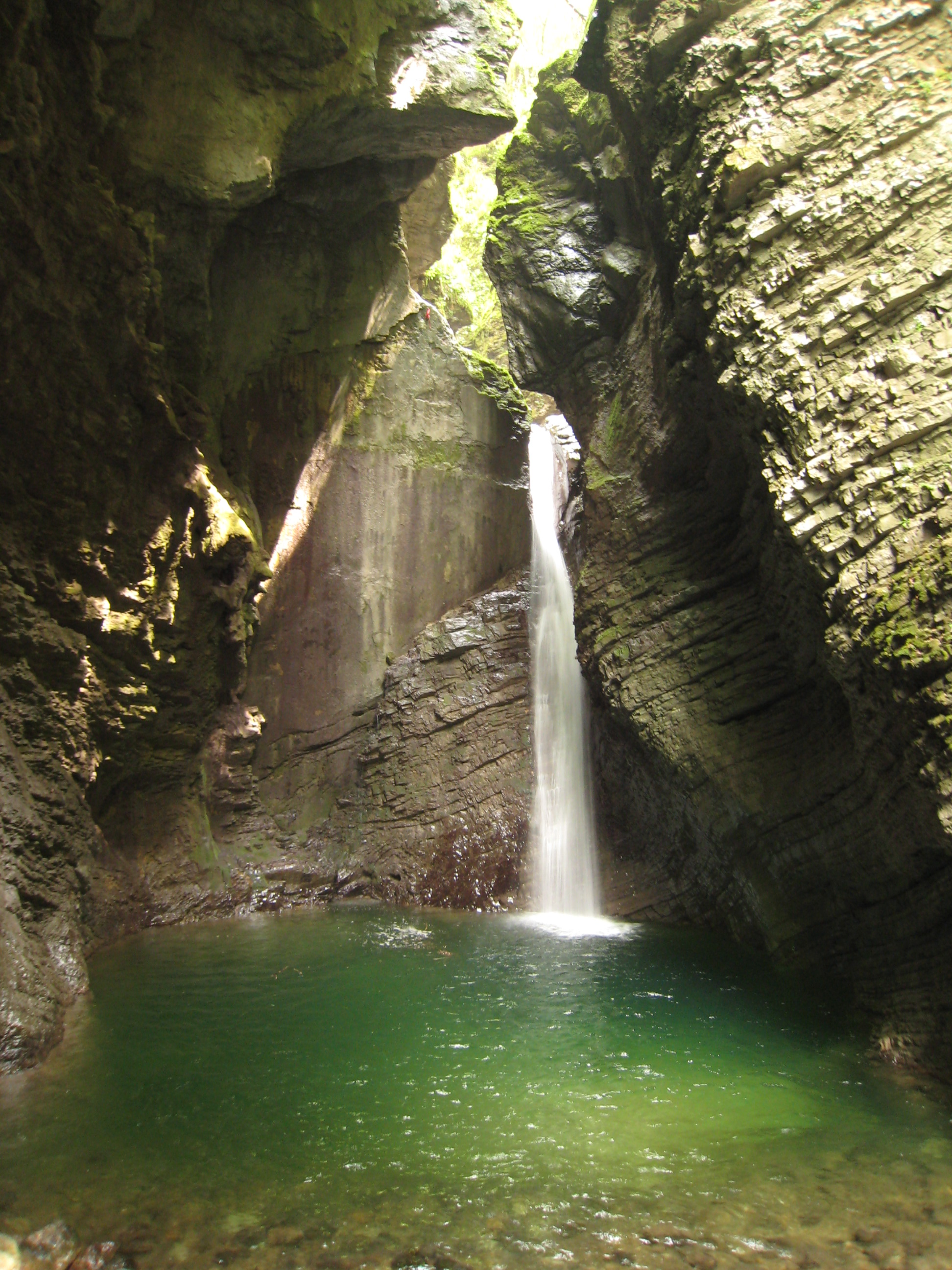
Kozjak waterfall in the Soča valley
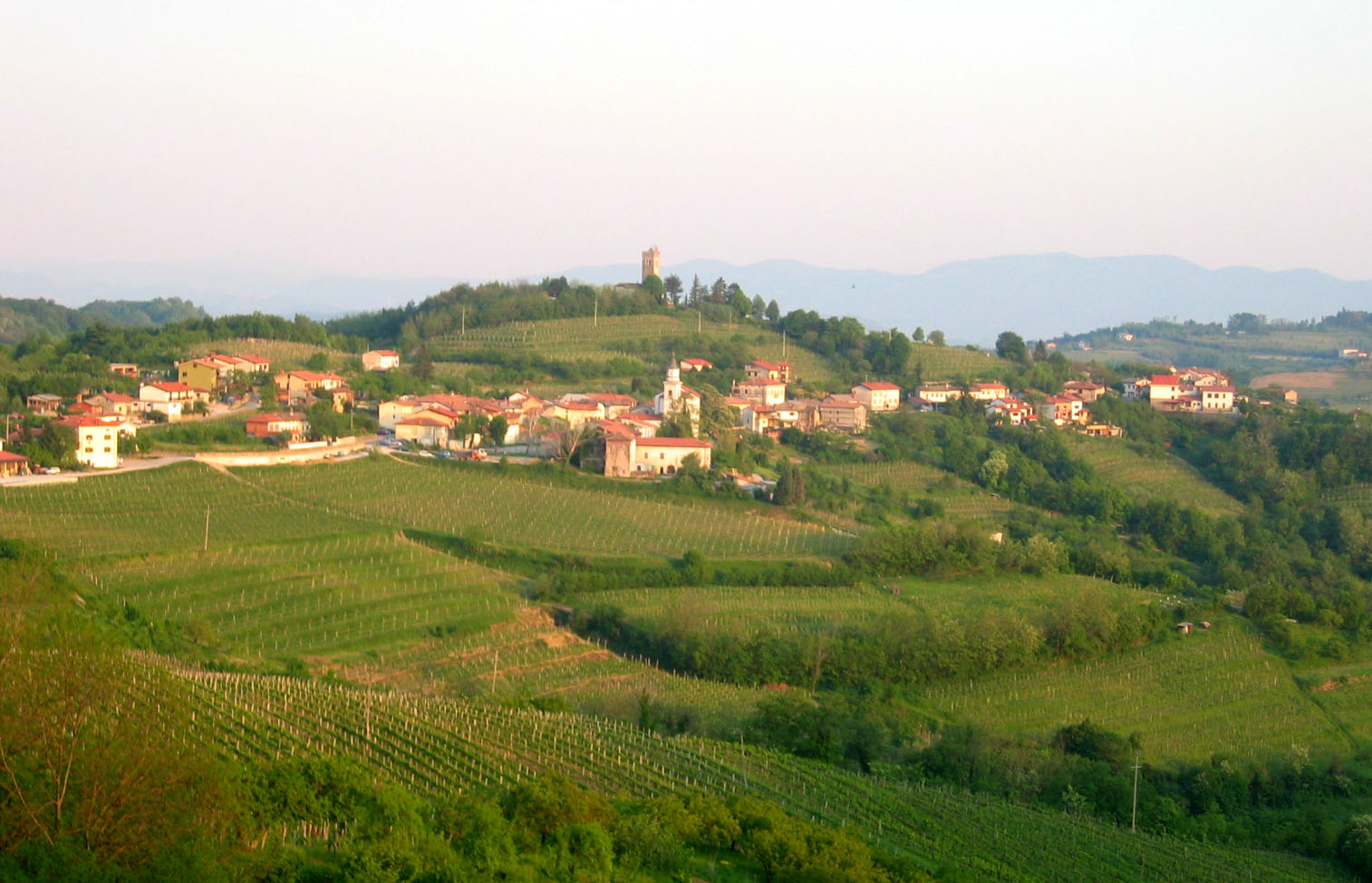
The Goriška Brda wine region
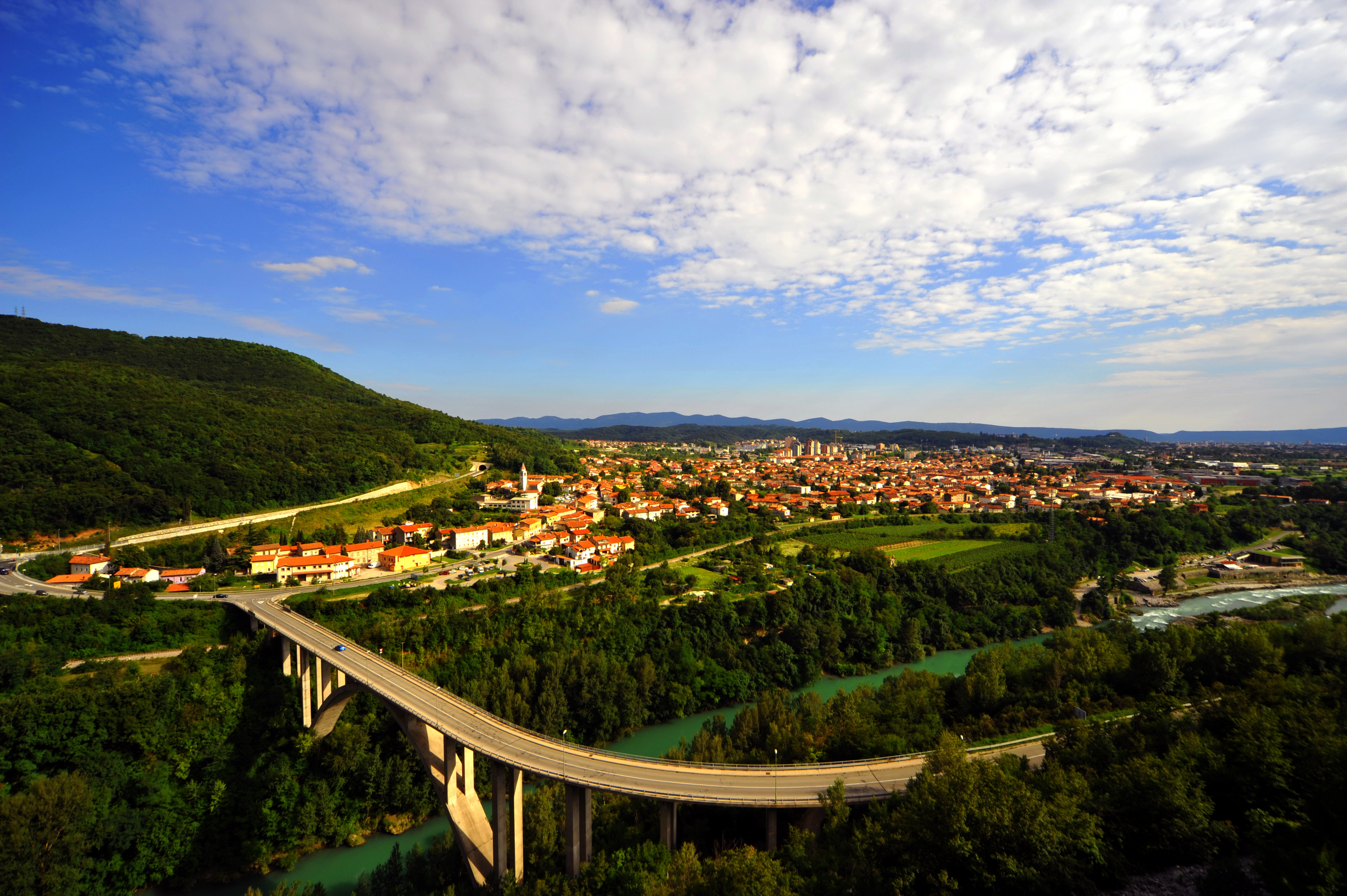
The town of Nova Gorica
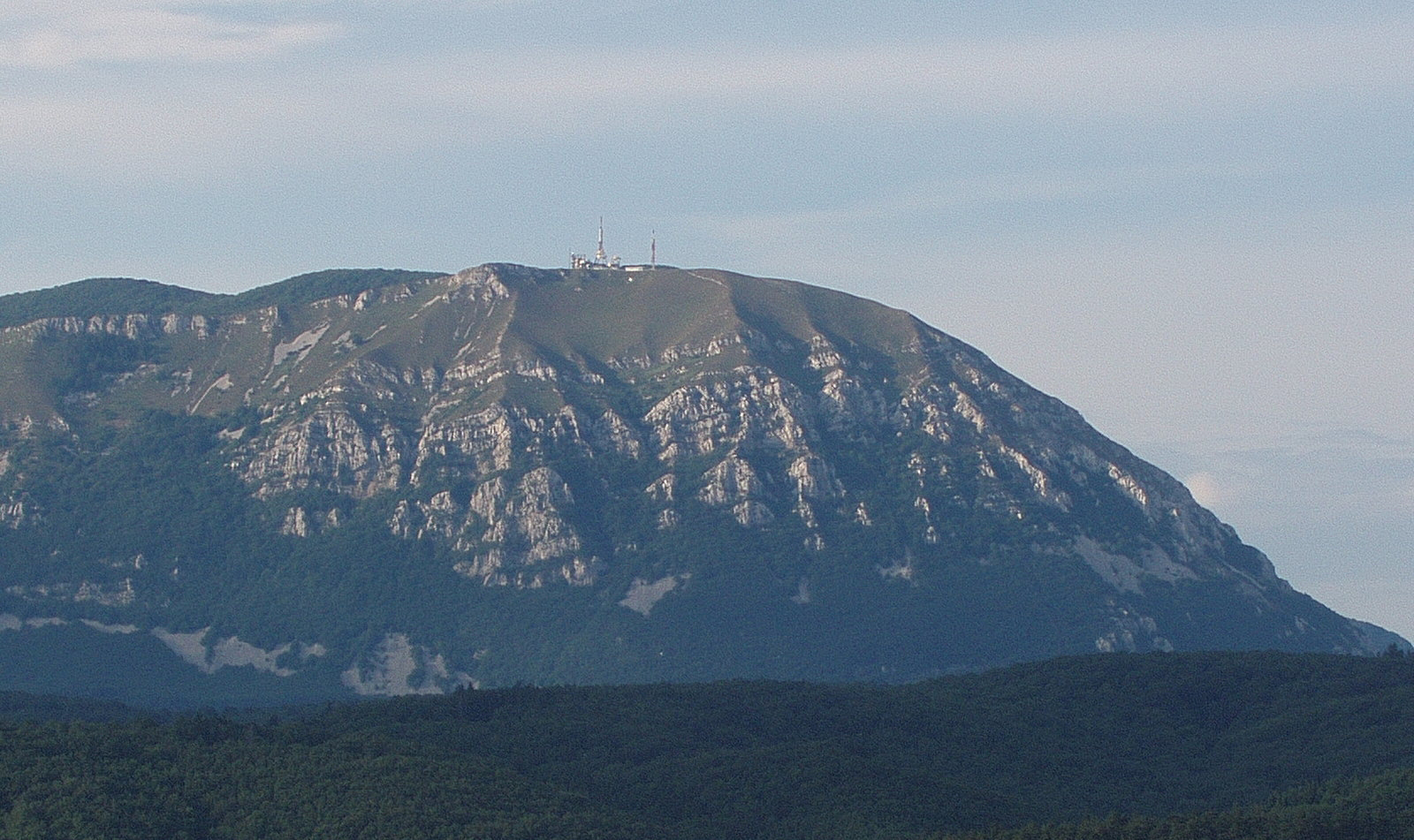
The Nanos plateau rising above the Vipava Valley
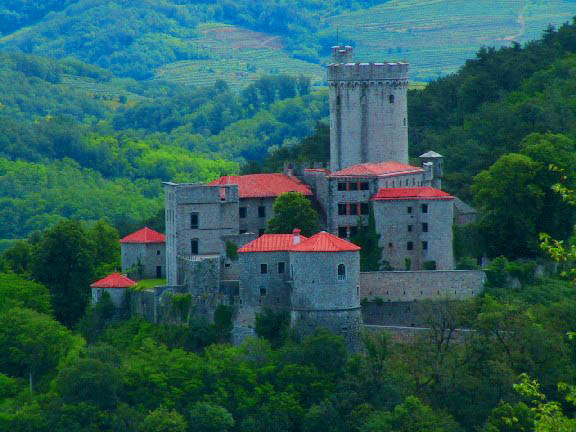
The Rihemberk Castle near Branik
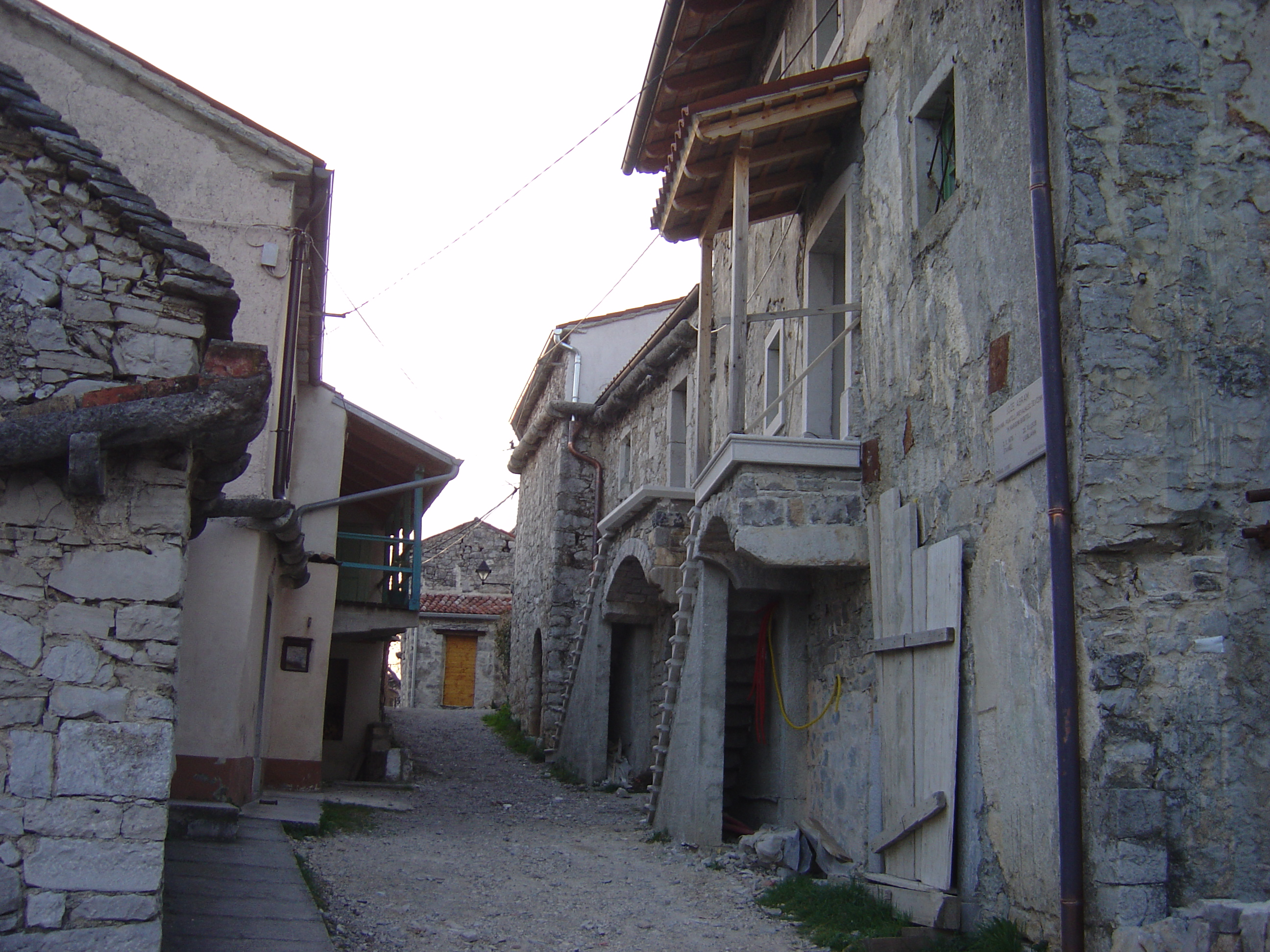
Rural architecture on the Kras plateau
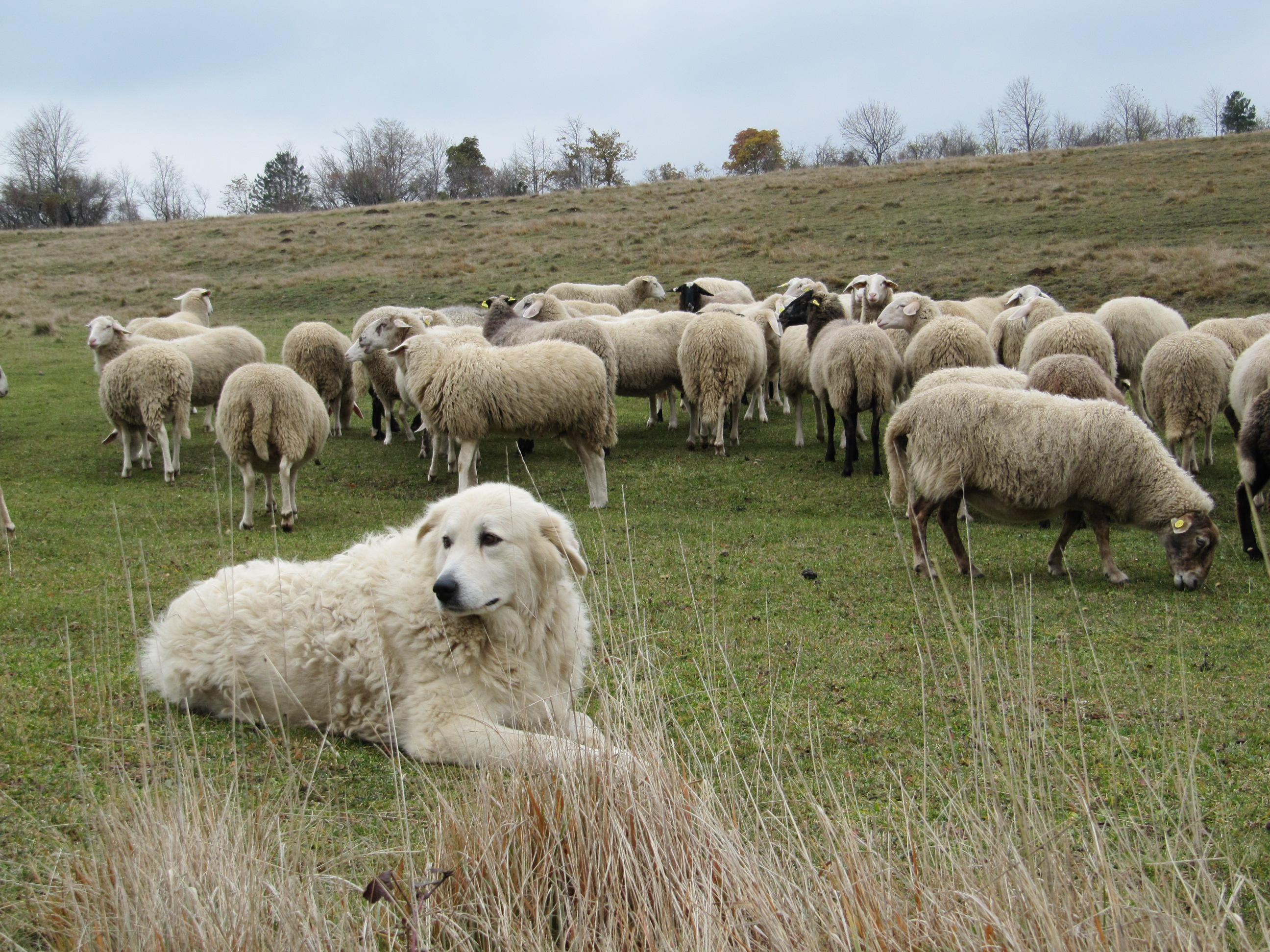
A sheep herd on the Kras plateau
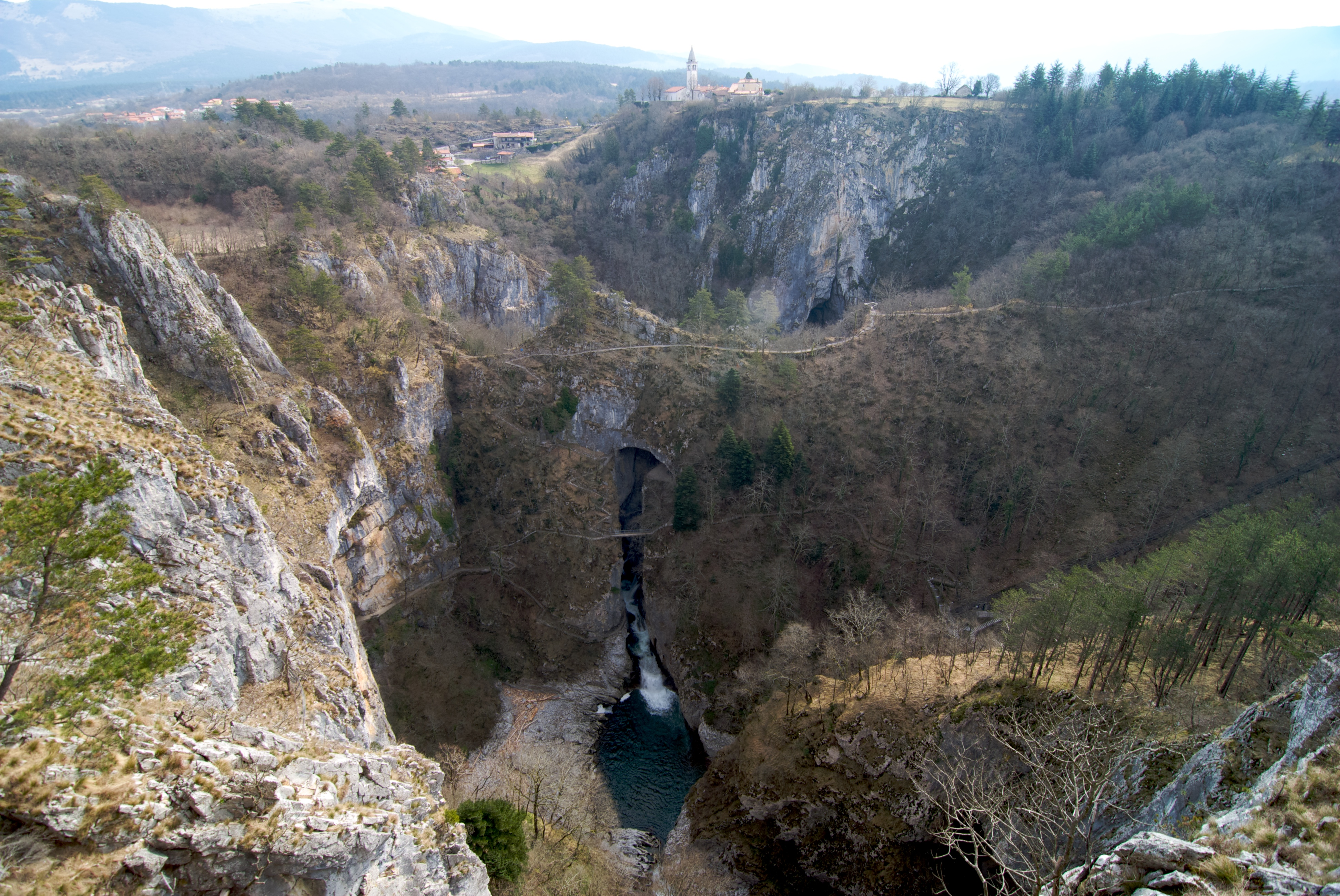
The Škocjan caves
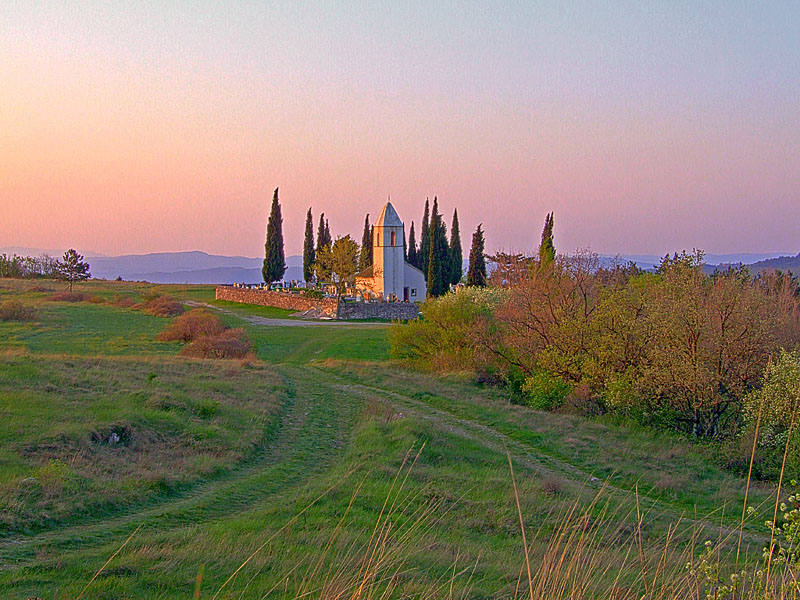
Landscape in Slovenian Istria
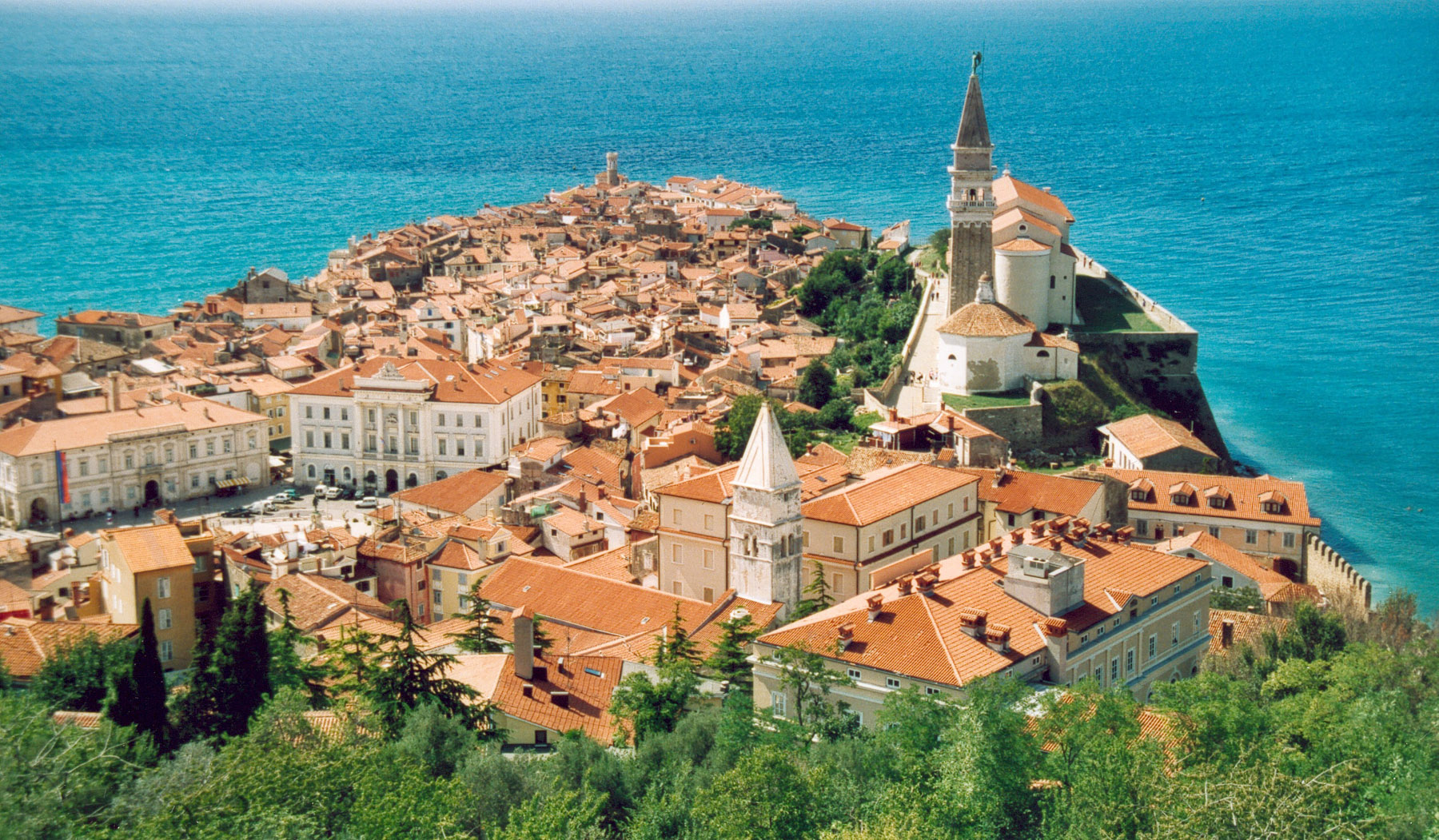
The Adriatic town of Piran
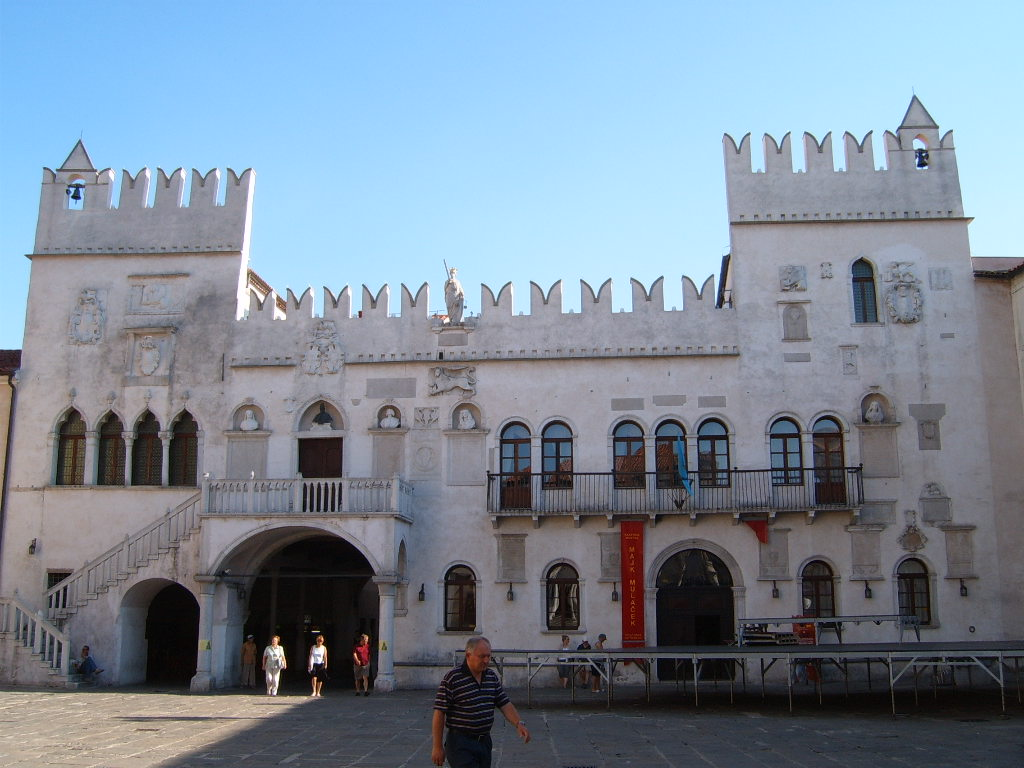
The Praetorian Palace in Koper

| Словенія | Це незавершена стаття з географії Словенії. Ви можете допомогти проєкту, виправивши або дописавши її. |